# The Faint
The Faint (anteriormente llamada como Norman Bailer) es una banda estadounidense de rock formada en 1995 en Omaha, Nebraska por Todd Fink que es uno de los miembros que han estado desde su formación original. Es uno de los grupos donde fue miembro Conor Oberst. El nombre del grupo como se llamó inicialmente, le hace referencia al escritor americano: Norman Mailer.
La músia de The Faint see caracteriza por mezclar estilos como: dance-punk, electroclash, punk rock, electrónica, entre otros similares.
Han hecho apariciones de sus sencillos en videojuegos, recopilatorios, series, etc.
Son conocidos por sencillos como "I Disappear" (que apareció en el videojuego de EA Games: SSX on Tour), "Paranoiattack", "Agenda Suicide", "Desperate Guys", entre otros.

## Integrantes

### Formación actual
- Todd Fink - vocal, guitarra, teclados
- Graham Ulicny - teclados, vocal de apoyo
- Michael Dappen "Dapose" - guitarra
- Clark Baechle - batería, percusión

### Exintegrantes
- Conor Oberst - vocal, guitarra (1995)
- Matt Bowen - bajo, teclados (1995 - 1998)
- Joel Petersen - guitarra, bajo, programación (1995 - 2008)
- Jacob Thiele - corista, teclados (1998 - 2016)
- Ethan Jones - bajo (1998 - 1999)

## Discografía

### Álbumes de estudio
- 1995: "Sine Sierra"
- 1998: "Media"
- 1999; "Blank-Wave Arcade"
- 2001: "Danse Macabre"
- 2004: "Wet from Birth"
- 2008: "Fascination"
- 2014: "Doom Abuse"
- 2019: "Egowerk"

### EP
- 2012: "Evil Voices"

### Recopilaciones
- 1998: "Nothing Left Fanzine No. 8 CD Sampler"
- 2000: "Blank-Wave Arcade Remixes"
- 2001: "Messages: Modern Synthpop Artists Cover OMD" (tributo a Orchestral Manoeuvres in the Dark).
- 2002: "Saddle Creek 50" (recopilación de la discográfica Saddle Creek Records)
- 2003: "Danse Macabre Remix"
- 2003: "Liberation: Songs to Benefit PETA"
- 2005: "Lagniappe: A Saddle Creek Benefit for Hurricane Katrina" (recopilación por los afectados del Huracán Katrina del 2005).
- 2013: "Injustice: Gods Among Us" (recopilación del videojuego).

### Sencillos
- "Mote/Dust" (2001)
- "Agenda Suicide" (2002)
- "I Disappear" (2004)
- "Desperate Guys" (2004)
- "The Geeks Were Right" (2008)
- "Mirror Error" (2009)